# Yan Pu
En aquest nom xinès, el cognom és Yan.
Yan Pu   (valor desconegut) va ser un assessor servint sota el senyor de la guerra Zhang Lu durant el període de la tardana Dinastia Han Oriental de la història xinesa. Ell va assessorar a Zhang Lu en la defensa contra Cao Cao, i el va aturar de convertir-se en rei.

## Antecedents
En algun moment entre el 17 d'abril i el 15 de maig de 215, Cao Cao va llançar una campanya contra Zhang Lu a Comanderia de Hanzhong. Quan l'exèrcit de Cao Cao va arribar a Chencang (陳倉; actual Districte de Chencang, Baoji, Shaanxi) i estava a punt de passar per Wudu (武都; al voltant de l'actual Longnan) , Gansu), les Di de la zona van bloquejar el seu camí, així que Cao Cao va enviar Zhang He,  Zhu Ling i altres per atacar el Di i netejar el camí. Entre el 16 de maig i el 14 de juny de 215, l'exèrcit de Cao Cao va passar per San Pass (散關) i va arribar a Hechi (河池). El rei Di, Dou Mao (竇茂), va portar milers de membres de la tribu a resistir Cao Cao, però Cao els va derrotar el mes següent i va massacrar la població Di. Qu Yan (麴演), Jiang Shi (蔣石) i altres generals de les comandaments de Xiping (西平) i Jincheng (金城) van matar Han Sui i van enviar el seu cap a Cao Cao.
Entre el 13 d'agost i el 10 de setembre de 215, les forces de Cao Cao van arribar al pas de Yangping (陽平關; a l'actual Comtat de Ningqiang, Shaanxi) després de fer un llarg i ardu viatge per terreny muntanyós. Quan els seus soldats van començar a queixar-se, Cao Cao va anunciar que els recordaria per les seves contribucions per animar-los a seguir endavant.

## En la ficció
En la novel·la històrica del Romanç dels Tres Regnes de Luo Guanzhong, Yan Pu en una ocasió va haver d'advertir a Zhang Lu perquè no matara a Pang De basant-se en les calúmnies propagades per Yang Song. Després que Zhang Lu va rendir-se a Cao Cao, Yan Pu va ser creat amb el títol de marquès.